# Macrozamia platyrachis
Macrozamia platyrhachis F.M.Bailey, 1898 è una pianta appartenente alla famiglia delle Zamiaceae.

## Descrizione
È una cicade con fusto sotterraneo, del diametro di 10–25 cm.
Le foglie, pennate, lunghe 50–80 cm, sono disposte all'apice del fusto e sono rette da un picciolo lungo 15–25 cm; ogni foglia è composta da 15-25 paia di foglioline lanceolate, coriacee, con margine intero, lunghe mediamente 30–40 cm.
È una specie dioica con esemplari maschili che presentano da 1 a 3 coni terminali di forma cilindrica, lunghi 15–25 cm e larghi 4–5 cm ed esemplari femminili con coni solitari di forma ovoidale, lunghi 15–20 cm, e larghi 8–10 cm.
I semi sono grossolanamente ovoidali, ricoperti da un tegumento di colore rosso.

## Distribuzione e habitat
La specie è endemica dello stato del Queensland, in Australia.
Cresce in aree di foresta sclerofilla, su altopiani di arenaria.

## Conservazione
La IUCN Red List classifica M. platyrhachis come specie vulnerabile.

La specie è inserita nella Appendice II della Convention on International Trade of Endangered Species (CITES).